# Joonas Järvinen
Joonas Järvinen (* 5. Januar 1989 in Turku) ist ein finnischer Eishockeyspieler, der seit Oktober 2023 bei Lukko Rauma aus der finnischen Liiga unter Vertrag steht und dort auf der Position des Verteidigers spielt. Zuvor war Järvinen bereits mehrfach in der Liiga, wo er über 460 Partien absolvierte, sowie in der Kontinentalen Hockey-Liga (KHL) aktiv. Zwischenzeitlich verbrachte er zwei Spielzeiten bei der Düsseldorfer EG aus der Deutschen Eishockey Liga (DEL).

## Karriere

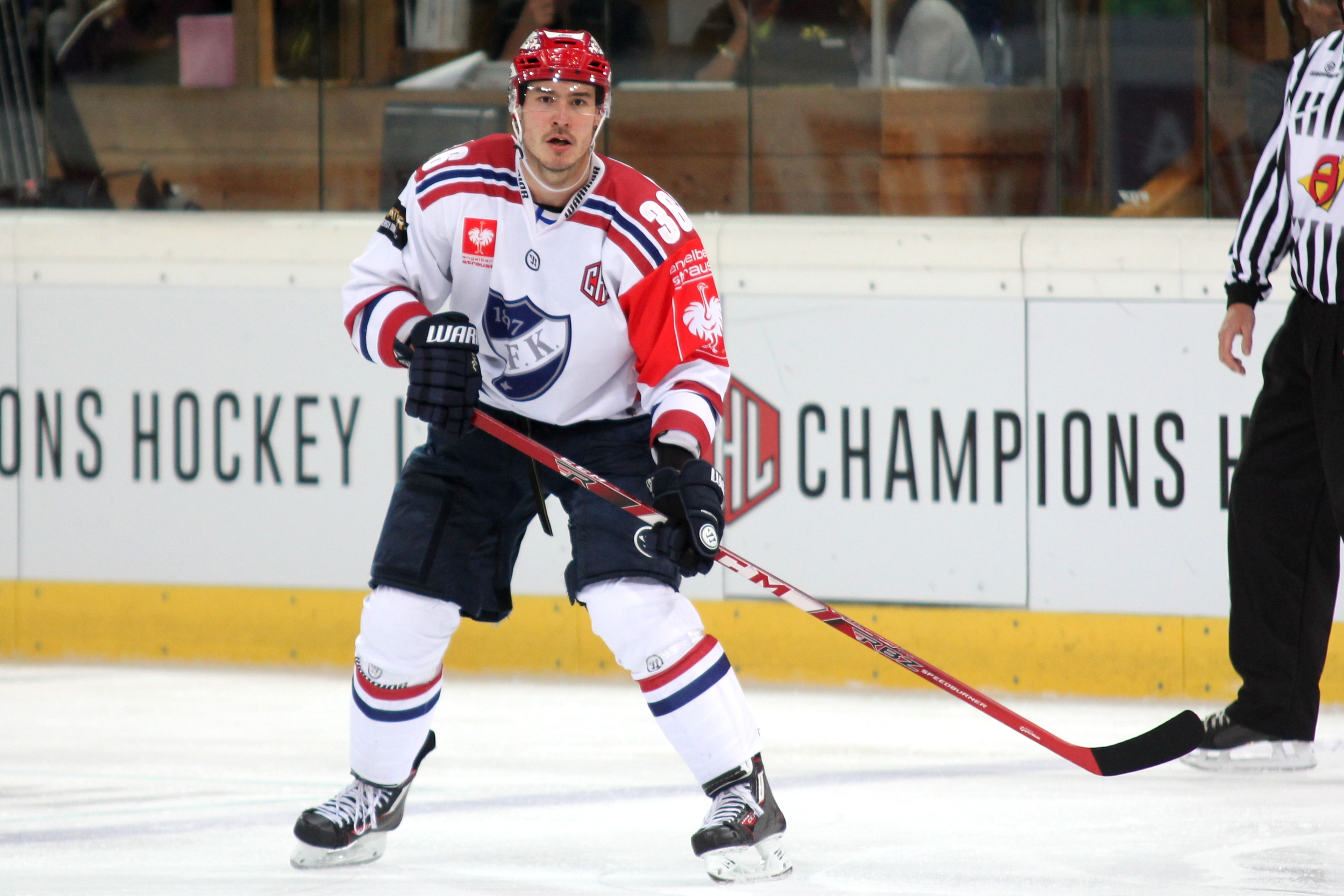
Järvinen im Trikot des HIFK Helsinki (2015)

Järvinen begann seine Karriere als Eishockeyspieler in seiner Heimatstadt in der Nachwuchsabteilung von TPS Turku, für dessen Profimannschaft er von 2007 bis 2011 in der SM-liiga, der höchsten finnischen Spielklasse, aktiv war. In der Saison 2009/10 wurde er mit TPS Turku Finnischer Meister. Zur Saison 2011/12 wechselte der Verteidiger innerhalb der SM-liiga zu den Pelicans Lahti. Nach der Saison, in der er mit Lahti die Vizemeisterschaft feiern konnte, wechselte er als Free Agent zu den Nashville Predators aus der National Hockey League (NHL). Dort unterzeichnete er einen Zweijahresvertrag, kam aber bis zu seinem Vertragsende ausschließlich in der American Hockey League (AHL) bei den Milwaukee Admirals zum Einsatz. 
Im Juni 2014 kehrte der Verteidiger nach Europa zurück und wurde vom HK Sotschi aus der Kontinentalen Hockey-Liga (KHL) verpflichtet. Im Sommer 2015 wechselte der Finne zurück nach Finnland zu HIFK Helsinki, für den er in der Liiga und Champions Hockey League spielte. Am Saisonende wurde er mit dem HIFK finnischer Vizemeister, ehe er im September vom chinesischen KHL-Vertreter Kunlun Red Star verpflichtet wurde. Für KRS absolvierte er 100 Pflichtspiele in der KHL, ehe er im Sommer 2018 nach Finnland zurückkehrte und bei Tappara einen Vertrag bis November 2018 erhielt. Anschließend entschied er sich für eine Rückkehr in die KHL zu Kunlun Red Star.
In der Saison 2019/20 spielte er erneut beim HIFK, anschließend kurzzeitig bei Jokerit in der KHL und den Großteil der Saison 2020/21 wieder in der Liiga bei Ässät Pori. Im September 2021 wechselte Järvinen zur Düsseldorfer EG aus der Deutschen Eishockey Liga (DEL). Dort war er insgesamt zwei Spielzeiten bis zum Frühjahr 2023 tätig. Im Oktober 2023 gab Lukko Rauma seine Verpflichtung und die damit verbundene Rückkehr in die heimische Liiga bekannt.

### International
Für Finnland nahm Järvinen im Juniorenbereich an der U18-Junioren-Weltmeisterschaft 2007 sowie den U20-Junioren-Weltmeisterschaften 2008 und 2009 teil. Im Seniorenbereich stand er im Aufgebot seines Landes bei den Weltmeisterschaften der Jahre 2012 und 2017.

## Erfolge und Auszeichnungen
- 2009 Finnischer U20-Junioren-Vizemeistermit TPS Turku
- 2010 Finnischer Meister mit TPS Turku
- 2012 Finnischer Vizemeister mit den Pelicans Lahti
- 2016 Finnischer Vizemeister mit dem HIFK Helsinki

## Karrierestatistik
Stand: Ende der Saison 2022/23

### International
Vertrat Finnland bei:
| - World U-17 Hockey Challenge 2006 - U18-Junioren-Weltmeisterschaft 2007 - U20-Junioren-Weltmeisterschaft 2008 | - U20-Junioren-Weltmeisterschaft 2009 - Weltmeisterschaft 2012 - Weltmeisterschaft 2017 |

(Legende zur Spielerstatistik: Sp oder GP = absolvierte Spiele; T oder G = erzielte Tore; V oder A = erzielte Assists; Pkt oder Pts = erzielte Scorerpunkte; SM oder PIM = erhaltene Strafminuten; +/− = Plus/Minus-Bilanz; PP = erzielte Überzahltore; SH = erzielte Unterzahltore; GW = erzielte Siegtore; 1 Play-downs/Relegation; Kursiv: Statistik nicht vollständig)